# SIM (Reggio Emilia)
SIM is een historisch merk van scooters.
De bedrijfsnaam was: Societa Italiana Motoscooters, Reggio Emilia.
SIM was een Italiaans bedrijf dat van 1953 tot 1955 scooters met 123- en 147cc-Puch-inbouwmotoren ook 147-cc tweetakt motorfietsen met cardanaandrijving bouwde. Er is geen verband met SIM in Milaan.
- Andere merken met de naam SIM, zie SIM (Bradfield St George) - SIM (Milaan).